# Veronica verna
Veronica primaverile (nome scientifico Veronica verna L., 1753) è una pianta erbacea annua appartenente alla famiglia delle Plantaginaceae.

## Etimologia
Il nome generico (Veronica) deriva dal personaggio biblico Santa Veronica, la donna che ha dato a Gesù un panno per asciugare il suo volto mentre è sulla via del Calvario. Alcune macchie e segni sui petali della corolla di questo fiore sembrano assomigliare a quelli del sacro fazzoletto di Veronica. Per questo nome di pianta sono indicate altre etimologie come l'arabo "viru-niku", o altre derivate dal latino come "vera-icona" (immagine vera). L'epiteto specifico (verna) significa "primaverile".
Il nome scientifico della specie è stato definito da Linneo (1707 – 1778), conosciuto anche come Carl von Linné, biologo e scrittore svedese considerato il padre della moderna classificazione scientifica degli organismi viventi, nella pubblicazione "Species Plantarum - 1: 14" del 1753.

## Descrizione

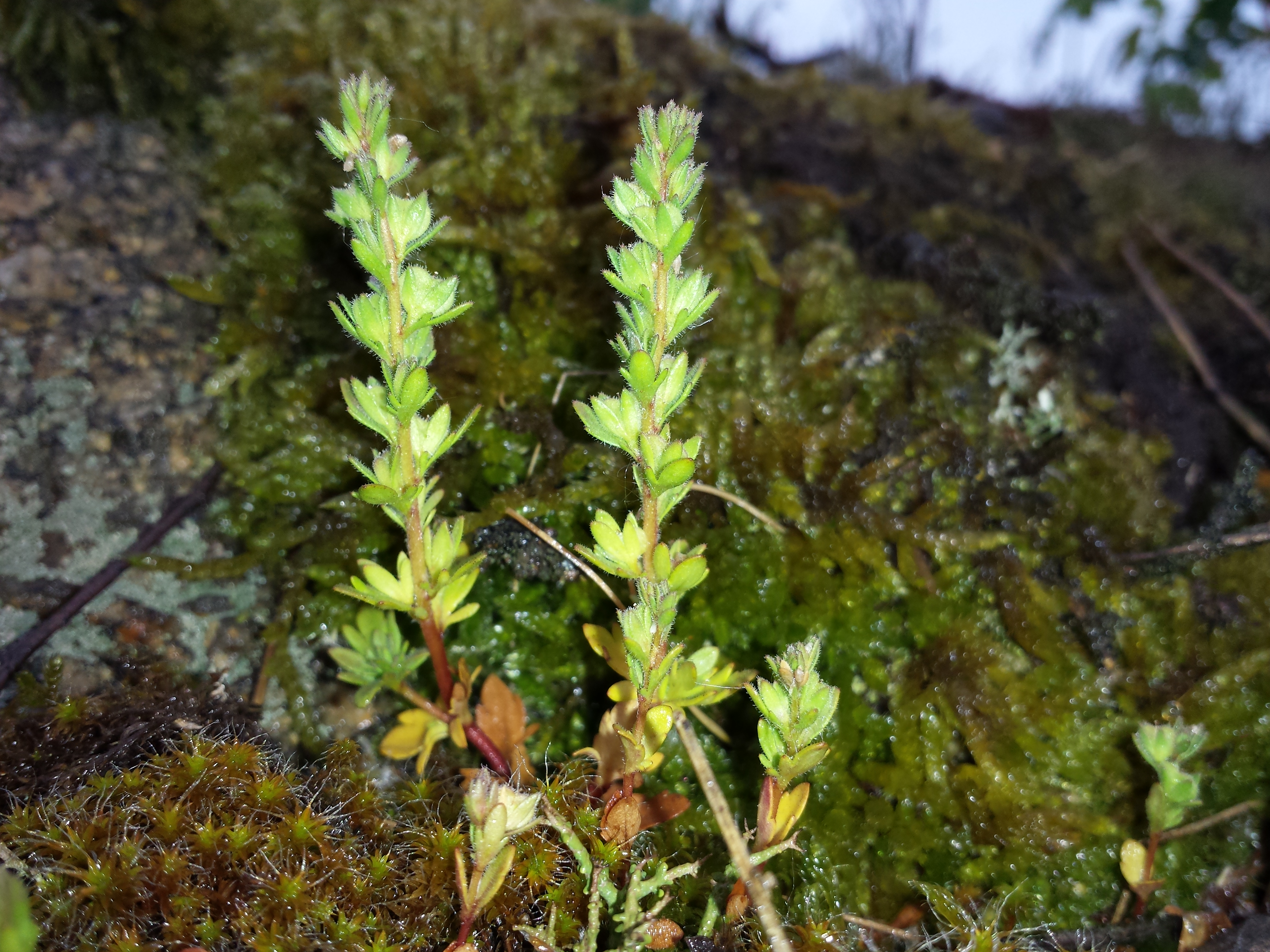
Il portamento

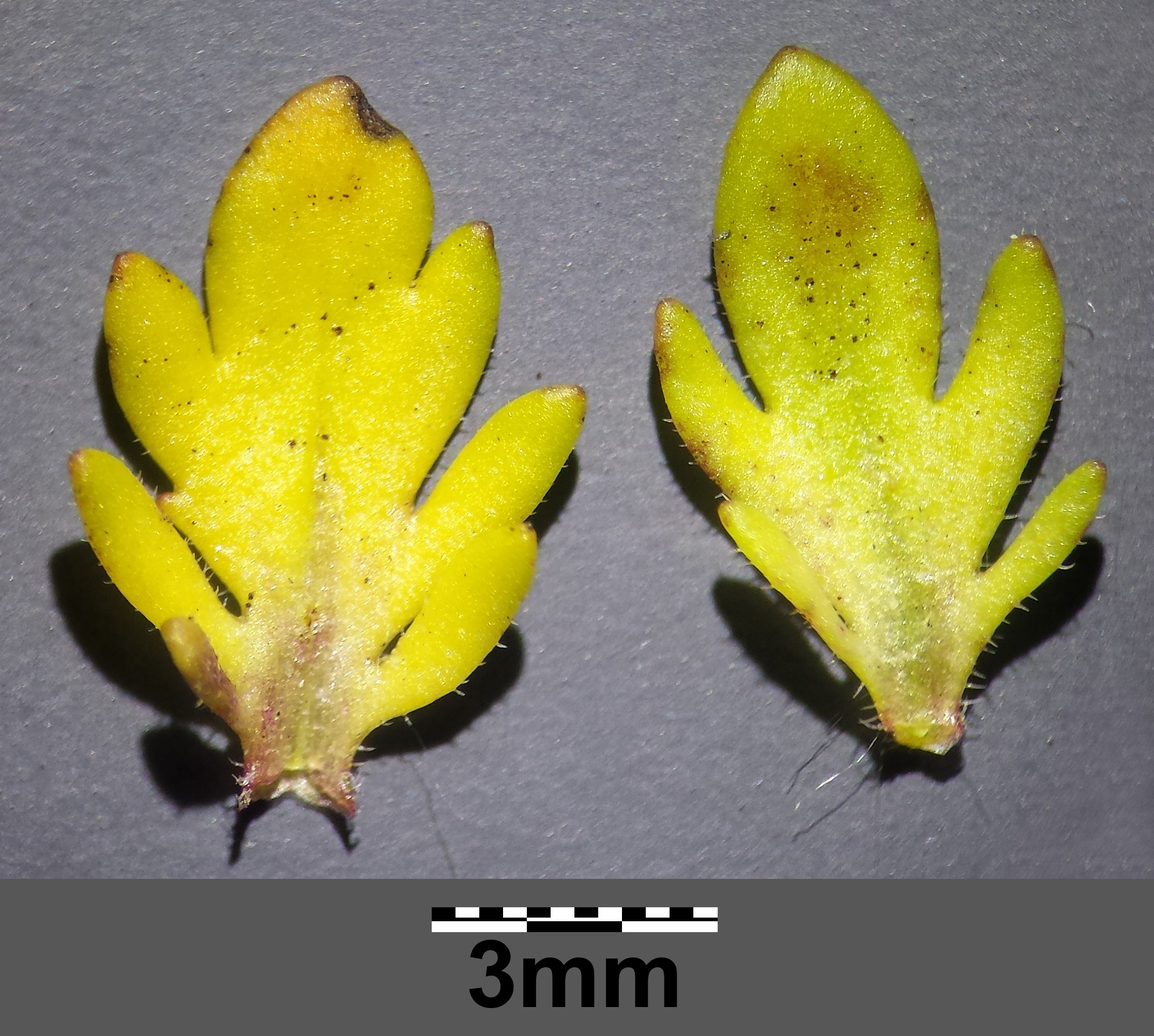
Le foglie

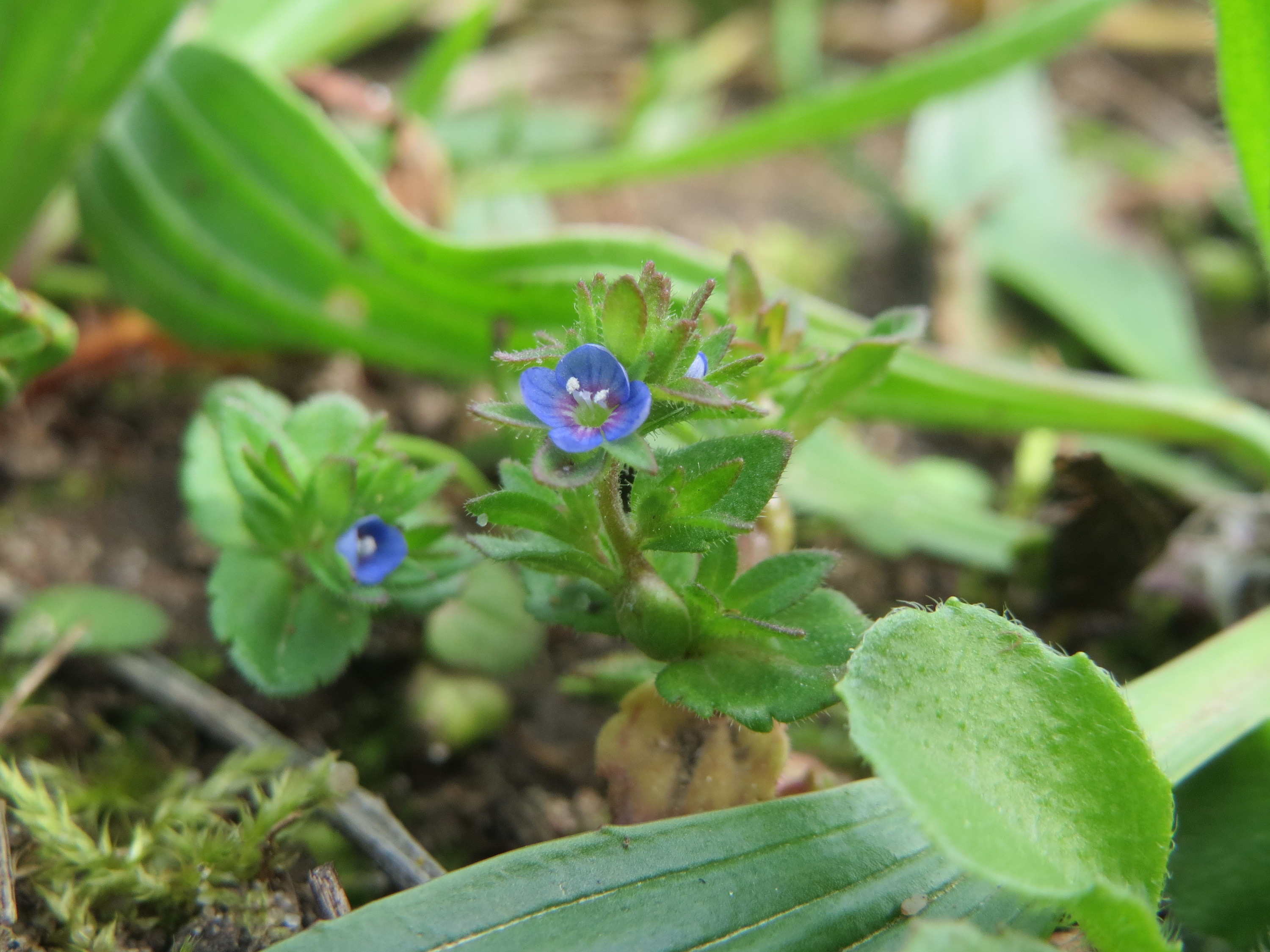
Infiorescenza

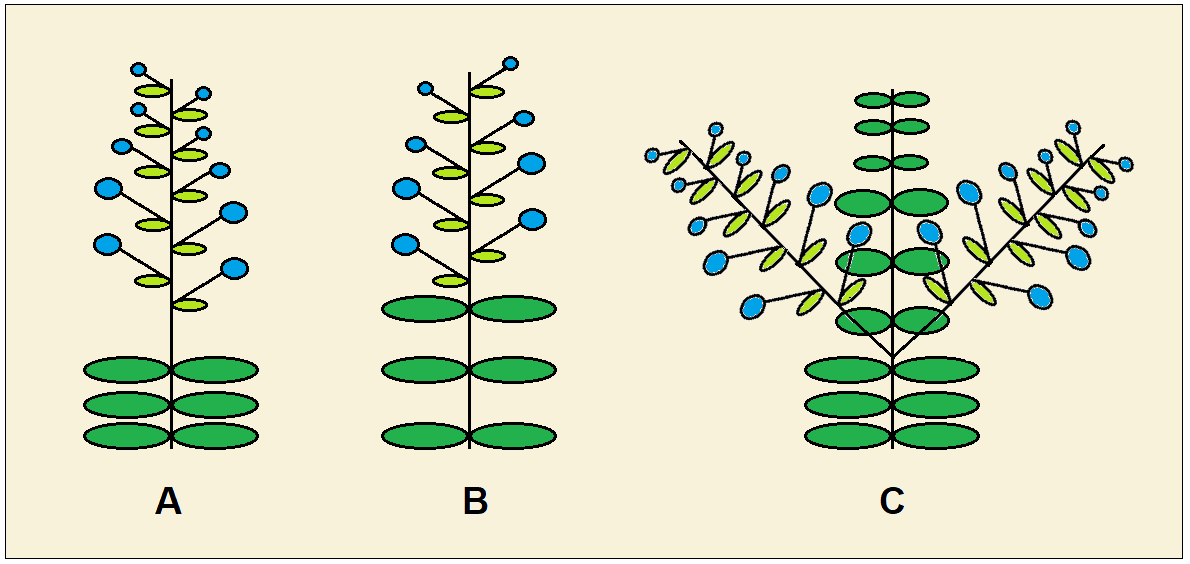
Racemi dell'infiorescenza: A) racemi terminali separati dalle foglie; B) racemi terminali non separati dalle foglie; C) racemi laterali

L'altezza di questa pianta varia tra 5 e 20 cm. La forma biologica è terofita scaposa (T scap), ossia in generale sono piante erbacee che differiscono dalle altre forme biologiche poiché, essendo annuali, superano la stagione avversa sotto forma di seme e sono munite di asse fiorale eretto e spesso privo di foglie. Tutta la pianta nel secco ha una colorazione da verdognola a brunastra.

### Radici
Le radici sono secondarie da rizoma.

### Fusto
La parte aerea del fusto è eretta e ramificata con pelosità breve e appressata (in alto i peli sono ghiandolari e patenti).

### Foglie
Le foglie sono disposte in modo opposto e sono più o meno sessili (sono picciolate quelle inferiori). La forma varia da pennatifida o ovale a strettamente lanceolata, per quelle inferiori; quelle superiori sono delle lacinie da lineari a lanceolate. I bordi possono essere crenati. Le foglie sono presto decidue. Dimensioni delle foglie: larghezza 3 – 8 mm; lunghezza 5 – 12 mm.

### Infiorescenza
Le infiorescenze sono dei racemi terminali con 40 fiori al massimo. I racemi sono più o meno separati dalla parte fogliare (tipo A - vedi figura) e sono provvisti di brattee di tipo fogliaceo; quelle inferiori hanno delle forme lanceolate o lobate o pennatopartite, quelle superiori sono lineari-lanceolate. I fiori sono posizionati all'ascella di una brattea. Le brattee sono disposte in modo alterno. I peduncoli sono più o meno subnulli.

### Fiore
I fiori sono ermafroditi e tetraciclici (composti da 4 verticilli: calice – corolla – androceo – gineceo), pentameri (calice e corolla divisi in cinque parti).
- Formula fiorale:

X o * K (4-5), [C (4) o (2+3), A 2+2 o 2], G (2), capsula.
- Calice: il calice campanulato, gamosepalo e più o meno attinomorfo, è diviso in 4 profonde lacinie con forme spatolate e apice acuto. Ogni lacinia è tri-venata. Alla fruttificazione si allungano oltre la capsula.
- Corolla: la corolla è gamopetala e debolmente zigomorfa con forme tubolari (il tubo è corto) e terminante in quattro larghi lobi patenti (il lobo superiore è leggermente più grande - due lobi fusi insieme, quello inferiore è più stretto). La corolla è resupinata; i lobi sono appena embricati. Il colore della corolla varia da blu-viola a azzurro. Larghezza della corolla: 3 – 4 mm.
- Androceo: gli stami sono due lunghi (gli altri tre sono abortiti) e sono sporgenti dal tubo corollino. I filamenti sono adnati alla corolla. Le antere hanno due teche più o meno separate, uguali con forme arrotondate.
- Gineceo: il gineceo è bicarpellare (sincarpico - formato dall'unione di due carpelli connati). L'ovario (biloculare) è supero con forme ovoidi e compresso lateralmente. Gli ovuli per loculo sono da numerosi a pochi (1 - 2 per loculo), hanno un solo tegumento e sono tenuinucellati (con la nocella, stadio primordiale dell'ovulo, ridotta a poche cellule).[13] Lo stilo, filiforme con stigma capitato e ottuso, è breve e non sporge dalla insenatura della corolla. Il disco nettarifero è presente nella parte inferiore della corolla (sotto l'ovario). Lunghezza dello stilo: 0,3  - 0,6 mm.

### Frutti
Il frutto è del tipo a capsula divisa fino a metà in due lobi e bordi smarginati e con entrambe le facce densamente pubescenti. La forma della capsula è obcordata compresso-appiattita, e inoltre è provvista di carena. La deiscenza è loculicida. I semi, appiattiti e convessi, sono numerosi (10 - 20), e sono colorati di giallo brunastro chiaro. Dimensione della capsula: 3,5 - 4 x 2,5 – 3 mm. Dimensione dei semi: 0,6 - 0,9 x 0.8 - 1,2 mm.

## Riproduzione
- Impollinazione: l'impollinazione avviene tramite insetti (impollinazione entomogama).
- Riproduzione: la fecondazione avviene fondamentalmente tramite l'impollinazione dei fiori (vedi sopra).
- Dispersione: i semi cadendo a terra (dopo essere stati trasportati per alcuni metri dal vento – disseminazione anemocora) sono successivamente dispersi soprattutto da insetti tipo formiche (disseminazione mirmecoria).

## Tassonomia
La famiglia di appartenenza (Plantaginaceae) è relativamente numerosa con un centinaio di generi. La classificazione tassonomica di questa specie è in via di definizione in quanto fino a poco tempo fa il suo genere apparteneva alla famiglia delle Scrophulariaceae (secondo la classificazione ormai classica di Cronquist), mentre ora con i nuovi sistemi di classificazione filogenetica (classificazione APG) è stata assegnata alla famiglia delle Plantaginaceae; anche i livelli superiori sono cambiati (vedi il box tassonomico iniziale). Questa pianta appartiene alla sottotribù Veroniciinae (tribù Veroniceae e sottofamiglia Digitalidoideae). Il genere Veronica è molto numeroso con oltre 250 specie a distribuzione cosmopolita.

### Filogenesi
La specie V. verna appartiene alla sezione Pocilla Dumort.. Questo gruppo è caratterizzato da un ciclo biologico annuo, dalle infiorescenze formate da racemi terminali con brattee ben distinte dalle foglie oppure i fiori sono isolati all'ascella di foglie normali (quindi le brattee non si distinguono dalle foglie), dal calice a 4 lobi e dai semi piani o incavati.
Secondo altre ricerche di tipo filogenetico più recenti (2004) la specie di questa voce è inserita nel subgen. Chamaedrys Griseb. insieme ad altre specie della flora spontanea italiana (Veronica arvensis e Veronica chamaedrys).
Inoltre la specie di questa voce fa parte del Gruppo di V. verna insieme (relativamente all'areale italiano) alla specie Veronica dillenii Crantz. I caratteri principali di questo gruppo sono:
- le piante sono annuali con fusto semplice o ramoso solamente all'apice;
- la pelosità è breve e appressata (nella zona apicale possono essere presenti dei peli ghiandolari patenti con lunghezze al massimo di 0,6 mm);
- la forma delle foglie varia da ovali a strettamente lanceolate; quelle inferiori sono picciolate e possono avere delle lamine a forma pennatopartita o più o meno palmato-incisa;
- le infiorescenze sono dei racemi (o spighe) densiflora;
- i fiori hanno peduncoli brevi o subnulli e corolle colorate di blu;
- la capsula è compresso-appiattita con forme obcordate e più breve del calice; generalmente è pubescente sulle due facce, mentre la carena è ricoperta da peli ghiandoloso-cigliati;
- i semi, appiattiti, sono 10 - 20 colorati di giallo brunastro chiaro.

La specie V. dillenii si differenzia dalla specie di questa voce in quanto lo stilo è più lungo (1,0 - 1,5 mm) e sporge dalla insenatura della corolla.
Il numero cromosomico di V. verna è: 2n = 16.

### Sottospecie
Per questa specie sono riconosciute valide le seguenti sottospecie:

#### Sottospecieverna

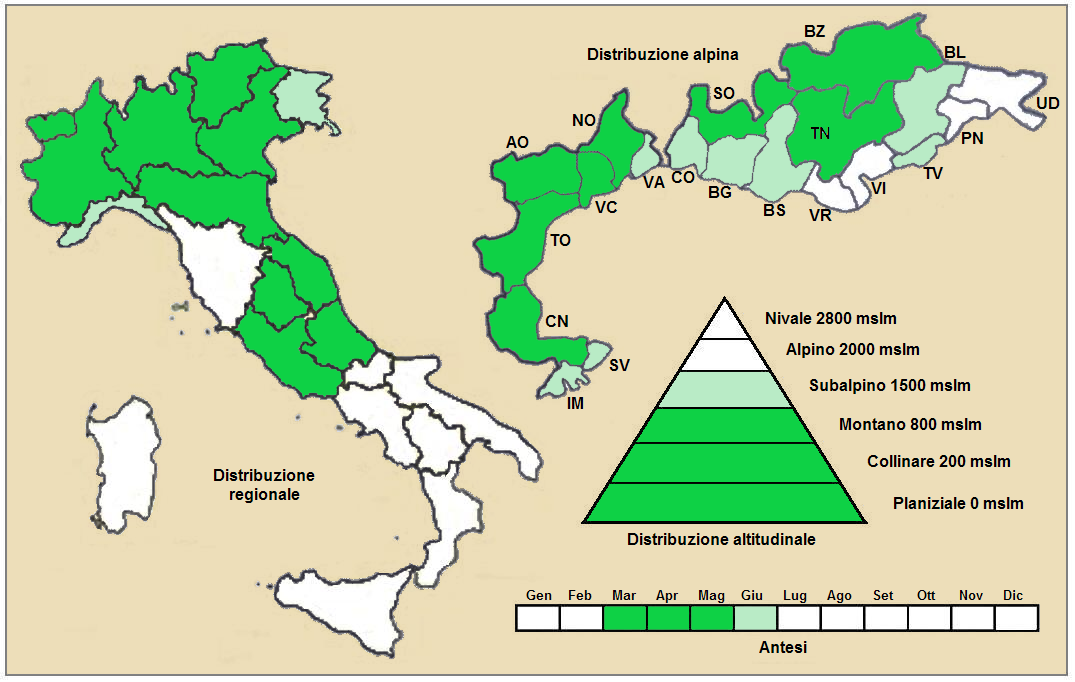
Distribuzione della sottospecie verna
(Distribuzione regionale – Distribuzione alpina)

- Nome: Veronica verna subsp. verna.
- Descrizione: (vedi il paragrafo "Descrizione").
- Fioritura: da marzo a maggio (giugno).
- Geoelemento: il tipo corologico (area di origine) è Eurasiatico.
- Distribuzione: in Italia è una specie rara e si trova soprattutto al Nord (Alpi). Fuori dall'Italia, sempre nelle Alpi, questa specie si trova in Francia (tutti i dipartimenti alpini), in Svizzera (cantoni Vallese, Ticino e Grigioni), in Austria (Länder del Tirolo Settentrionale, Tirolo Orientale, Salisburgo, Carinzia, Stiria e Austria Inferiore) e Slovenia. Sugli altri rilievi europei collegati alle Alpi si trova nel Massiccio Centrale, Pirenei, Monti Balcani e Carpazi.[18] Nel resto dell'Europa e dell'areale del Mediterraneo questa specie si trova dalla Spagna alla Russia, in Anatolia e nel Magreb.[16]
- Habitat: l'habitat tipico per questa pianta sono i prati aridi e i coltivi generalmente su silice. Il substrato preferito è siliceo con pH acido, bassi valori nutrizionali del terreno che deve essere arido.[18]
- Distribuzione altitudinale: sui rilievi queste piante si possono trovare fino a 2.000 m s.l.m. (fino a 2.500 m s.l.m. in Cina[12]); frequentano quindi il piano vegetazionale collinare, montano e in parte quello subalpino (oltre a quello planiziale).
- Dal punto di vista fitosociologico alpino la sottospecie di questa voce appartiene alla seguente comunità vegetale:[18]

Formazione: comunità pioniere a terofite e succulente
Classe: Koelerio - Corynephoretea
- Per l'areale completo italiano la sottospecie di questa voce appartiene alla seguente comunità vegetale:[19]

Macrotipologia: vegetazione delle praterie
Classe: Sedo albi - Scleranthetea biennis Br.-Bl., 1955
Ordine: Alysso alyssoidis - Sedetalia albi Moravec, 1967
Alleanza: Sedo albi - Veronicion dillenii Oberdorfer ex Korneck, 1974
Descrizione. L'alleanza Sedo albi - veronicion dillenii è relativa alle comunità pioniere, su substrati rocciosi silicei, con distribuzione subatlantica e medioeuropea, della fascia planiziale e collinare. Questa cenosi è caratterizzata da comunità di terofite vernali, specie succulente, briofite e licheni.  L'alleanza è presente prevalentemente in ambienti dalle scarse possibilità di sviluppo verso suoli più profondi, sui quali potrebbero insediarsi in concorrenza sia comunità erbacee che cenosi camefitiche ed arbustive.
Specie presenti nell'associazione: Arabidopsis thaliana, Veronica dillenii, Gagea saxatilis e Spergula pentandra.

#### Sottospeciebrevistyla

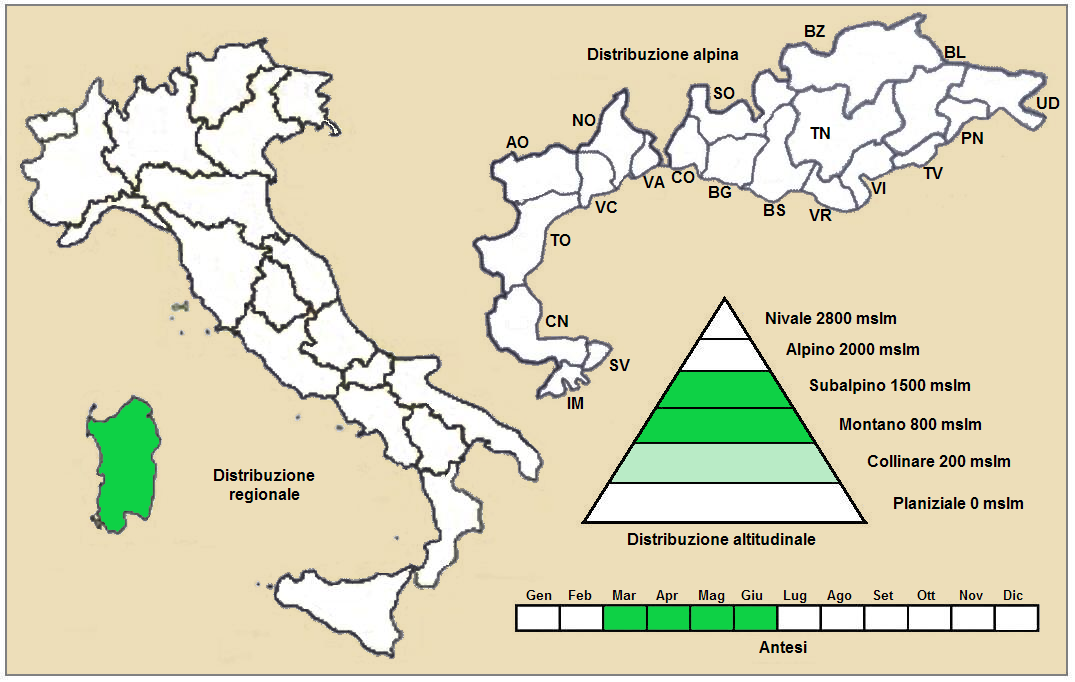
Distribuzione della sottospecie brevistyla
(Distribuzione regionale – Distribuzione alpina)

- Nome: Veronica verna subsp. brevistyla (Moris) Rouy, 1909.
- Descrizione:

- l'altezza di questa sottospecie varia da 1 a 5 cm (è una pianta nana);
- il fusto è semplice con ramatura compatta e ravvicinata; con la disseccazione la pianta annerisce;
- le foglie foglie superiori hanno delle forme palmato-divise con lacinie ovali-oblunghe (3 - 5 lobi); dimensioni delle foglie: larghezza 2 - 5 mm; lunghezza 3 - 8 mm;
- le brattee superiori hanno delle forme lineari-spatolate;
- l'infiorescenza ha pochi fiori (massimo 20) riuniti in densi glomeruli;
- lo stilo è lungo meno di 0,5 mm e non sporge dall'insenatura.
- la capsula spesso è subglabra su entrambe le facce; dimensioni della capsula: 3,5 - 5 x 2,5 - 3,5 mm;
- dimensione dei semi: 0,9 -1,1 x 1,3 x 1,5 mm.

- Fioritura: da marzo a giugno.
- Geoelemento: il tipo corologico (area di origine) è Endemico.
- Distribuzione: Sardegna e Corsica; è una specie molto rara.
- Habitat: l'habitat tipico per questa pianta sono i pascoli montani.
- Distribuzione altitudinale: sui rilievi queste piante si possono trovare da 500 fino a 1.500 m s.l.m..
- Per l'areale completo italiano la sottospecie di questa voce appartiene alla seguente comunità vegetale:[19]

Macrotipologia: vegetazione delle praterie
Classe: Poetea bulbosae Rivas Goday & Rivas-Martínez in Rivas-Martínez, 1978
Ordine: Poetalia bulbosae Rivas Goday & Rivas-Martínez in Rivas Goday & Ladero, 1970
Alleanza: Periballio-Trifolion subterranei Rivas Goday 1964 nom. inv. propos. Rivas-Martínez, Diaz, Fernández- González, Izco, Loidi, Lousa & Penas, 2002
Descrizione. L'alleanza Periballio-Trifolion subterranei è relativa alle praterie secondarie mantenute dal pascolo ovino, dominate dalle specie Trifolium subterraneum e Poa bulbosa, costituite da specie sia annuali che perenni su substrati litologici differenti, ma particolarmente diffuse sui plateau vulcanici. La composizione corologica si mantiene in equilibrio tra gli elementi stenomediterranei ed eurimediterranei e gli endemiti sardi. Si tratta di una comunità esclusiva della Sardegna centro-settentrionale.
Specie presenti nell'associazione: Poa bulbosa, Trifolium subterraneum, Crocus minimus, Ornithogalum corsicum, Parentucellia latifolia, Romulea requienii, Ranunculus paludosus, Bellis annua, Bellis perennis, Cerastium glomeratum, Senecio vulgaris, Plantago weldenii, Leontodon tuberosus, Sherardia arvensis, Gagea bohemica, Morisia monantha.

### Sinonimi
L'entità di questa voce ha avuto nel tempo diverse nomenclature. L'elenco seguente indica alcuni tra i sinonimi più frequenti:
- Agerella verna (L.) Fourr
- Cardia verna (L.) Dulac
- Veronica brevistyla Moris

## Altre notizie
La veronica primaverile in altre lingue è chiamata nei seguenti modi:
- (DE)  Frühlings-Ehrenpreis
- (FR)  Véronique du printemps
- (EN)  Spring Speedwell